# Патетична соната (п'єса)
«Патетична соната» — п'єса українського письменника Миколи Куліша, написана 1929 року, зображає типову для Кулішевих п'єс опозицію потворної дійсності та високої мрії, при чому мрії заздалегідь приреченої на крах. Складається з семи дій.

## Головні герої
Ілько Юга;
Марина;
Ступай — батько Марини;
Лука — друг Ілька, революціонер;
Зінька — сусідка, повія;
Пероцький старший, домовласник, імперіаліст;
Жоржик Пероцький, син;
Андре Пероцький, син, корнет, нещодавно повернувся з фронту;
Оврам, повертається калікою з фронту;
Настя, жінка Оврама.

## Сюжет
Романтик Ілька Юги давно закоханий у сусідку Марину. Його друг Лука намагається залучити його до революційних справ, але марно: ні про що, крім коханої, той думати не може. Дівчина постійно грає Патетичну сонату Бетховена, ця музика викликає у Ілька візії «юнака, що мчить конем степами, шукає країни вічного кохання», які він викладає у листі-зізнанні (не перший лист, попередні ніколи не передавав). Дівчина теж вірить у кохання, але називає Ілька коміком, адже у неї є програма: «Жде вас, поете милий. Самітна дівчина. В країні, де на дверях два замки іржаві висять, московський і польський, жде і мріє, що тому оддасть і душу, й тіло, хто замки ті позбиває…». Однак вона не відкриває своїх переконань Ількові, а відповідає, що чекає на поета в країні вічного кохання.
В той час як свої істинні думки щодо долі України вона висловлює в розмовах з батьком: присягається відбудувати Україну, вона свідома, що мрії батька про «українського Бога, який не зрадить» сміховинні, а ностальгія за славними часами вільних запорожців ні до чого не приведе. Дівчина єдина розуміє необхідність реальних дій: «Гармат би нам та кулеметів замість мрій!». Вона також висловлює слушну думку, що для відбудови України «українцю, спізнай самого себе», адже «на московському кумачі України самостійної не вишити».
Корнет Пероцький теж закоханий у Марину, йому вона зізнається, що найкраща програм для України — «гетьманська булава замість трикутного капелюха», закликає корнета до дій. Ілько бачить, як вони розмовляють — любовий трикутник.
Жовтнева революція. Батько Марини роздумує, що не такі вже й погані революціонери-соціалісти, якщо заговорили з ним українською мовою. Корнета Пероцького схопили більшовики, але його, на прохання Марини (смерть Андре завадить їхньому коханню), звільняє Ілько (представляється більшовиком, запевняє, що Пероцький — їхній агент). Батько Марини вагається на чий бік стати, а коли чує постріли, то вирішує сховатися в себе на хуторі і перечекати революцію. 
Суд над Оврамом за участь в ЧК. Ілько розкаюється перед Лукою за зраду (звільнення Пероцького), тепер він переконаний у необхідності класової боротьби. Дізнається, що Марину мають розстріляти за контрреволюційну діяльність, просить про розмову з нею. Вона висловлює розчарування, що він прийшов до неї через замкнені двері ("ви не спитавшись увійшли — це привілей старців, закоханих і, здається катів "), тобто зрадив і її, і національну ідею, замість того, щоб бути «лицарем на коні», про якого вона мріяла, і звільнити її. Ілько вбиває Марину, відчуває піднесення, чує Патетичну сонату.

## Особливості побудови
«Патетична соната» — унікальний за формою текст через ускладнену просторово-часову
організацію, наявність вставних сцен інтермедійного характеру, присутність наратора та специфічний характер ремарок.
П'єса написана від першої особи (нетипово для драматургії). Таким чином письменник прагнув завуалізувати власні переконання і вберегти текст від цензури. Ілько одночасно виступає і як персонаж, і як коментатор подій. При прочитанні здається, що головним героєм є Ілько Юга, хоча зрозуміло, що ідейним центром у творі є саме Марина. Це зокрема підтверджується її мученицькою смертю наприкінці. Такою хитрістю Кулішеві вдалось провести не лише цензорів, а й відомих театральних діячів, зокрема театрального режисера Таїрова: у виставі актриса А. Коонен, яка грала Марину мусила тримати за спиною пістолет, зізнаючись у коханні поету. Це мало знизити привабливість героїні для глядача, хоч і суперечило здоровому глузду: Марина в цей час була під арештом, тож зброї у неї бути не могло. Взагалі для Куліша характерно вкладати в уста негативних, хоча б на перший погляд, героїв правдиві слова.
Опозиція ліризованого начала в образі Ілька (відповідає оповідна структура, ремарки) та дієвого образу Марини (драматична структура) відсилає до поєднання епічного та драматичного компонентів у тексті. Ремарки у творі насичені тропами, образні, їх можна розглядати як прозовий текст, попри те, що звернені вони тільки до читача, а не глядача. Слово у Куліша емоційно наснажене, а ремарки явно не несуть утилітарного навантаження.

## Проблематика
Марина не зважується піти за покликом серця і обрати поета, а зробила вибір на користь, як їй здавалось, загального блага, національної ідеї, обравши корнета, який міг би принести користь у відбудові України. Її вину спокутує він, прощений другом-революціонером, неосуджений, прирікає себе на ще страшніші мука — своїми руками вбиває свою мрію, а, значить, і поета в собі.
У помилковому виборі Марини простежується паралель з вибором України, яка пішла не за Грушевським та Винниченком, а за імперськими силами, хоч і в новому обліку, які пообіцяли селянам землю.
У сцені в камері Марина, свідома своєї вини у тому, що кохання до неї в душі Ілька загинуло, розуміє й те, що він прийшов скоріше заради себе самого, ніж заради неї. Саме перед неминучою гибеллю їй відкриваються справжні цінності, а не примарні ідеали, хоч нічого уже не зміниш. У цьому епізоді Марина вивищується над Ільком, хоч на початку інколи й виникає враження, що вона не варта його такого кохання.

## Біблійний підтекст
На християнських алюзіях побудована власне символіка «Патетичної сонати»: «ходіння по муках» Марини, її мученицька смерть. Інколи християнський підтекст застосовується для творення комічного: «Я тільки тепер зрозуміла, як він, бідненький, зрадів, коли воскрес!». Комічними видаються і роздуми батька Марини Ступая про Бога: чи потрібен український Бог? Якщо так, то тільки свій, щоб не зрадив.